# Сала и Гомес
Сала и Гомес (на испански: Isla Sala y Gómez) са две скалисти островчета в югоизточната част на Тихия океан, владение на Чили. Разположени са на 3220 km западно от бреговете на Чили и на 390 km източно от остров Пасха. Представляват две базалтови вулканични скали, съединени чрез широк едва 50 m провлак, с височина 30 m и дължина около 800 m. Площта им е 0,15 km² (15 ha). Покрити са частично с ниски храсти. Няма наличие на питейна вода, поради което са необитаеми. По бреговете им има леговища на морски бозайници и гнездят няколко вида морски птици. Първоначално са открити от английския мореплавател Едуард Дейвис през 1687 г., но той не успява да определи точните координати. Вторично са открити и координирани на 23 август 1793 г. от испанския мореплавател Хосе Сала Валдес.